# Takanezawa (Tochigi)
Takanezawa (japanisch 高根沢町, Takanezawa-machi) ist eine Stadt in der Präfektur Tochigi, Japan. Am 1. Juli 2020 hatte die Stadt eine geschätzte Einwohnerzahl von 29.528 in 12.618 Haushalten und eine Bevölkerungsdichte von 420 Personen pro km². Die Gesamtfläche der Stadt beträgt 70,87 Quadratkilometer.

## Geografie
Takanezawa liegt im Flachland der zentral-östlichen Präfektur Tochigi mit einer durchschnittlichen Höhe von 109 bis 195 Metern. Über 65 % der Stadtfläche wird landwirtschaftlich genutzt. Im Westen grenzt Takanezawa über den Fluss Kinugawa an Utsunomiya.

## Umliegende Ortschaften
- Utsunomiya
- Sakura
- Nasukarasuyama
- Ichikai
- Haga

## Klima
Es liegt ein humides kontinentales Klima vor, welches nach Köppen-Geiger als Cfa einzustufen ist. Es zeichnet sich durch warme, niederschlagsreiche Sommer und kalte Winter mit starkem Schneefall aus. Die Jahresdurchschnittstemperatur liegt bei 13,2 °C, der durchschnittliche Jahresniederschlag beträgt 1424 mm mit dem September als niederschlagsreichsten Monat. Der wärmste Monat ist der August mit ca. 25,4 °C und der kälteste ist der Januar mit ca. −1,8 °C.

## Demografie
Laut japanischen Volkszählungsdaten hat die Bevölkerung von Takanezawa in den letzten 40 Jahren zugenommen.
| Historische Bevölkerung | Historische Bevölkerung | Historische Bevölkerung |
| ----------------------- | ----------------------- | ----------------------- |
| Jahr                    | Bevölkerung             | ±%                      |
| 1960                    | 21.479                  | —                       |
| 1970                    | 20.662                  | −3,8 %                  |
| 1980                    | 22.765                  | +10,2 %                 |
| 1990                    | 26.328                  | +15,7 %                 |
| 2000                    | 29.777                  | +13,1 %                 |
| 2010                    | 30.534                  | +2,5 %                  |

## Geschichte
Die Dörfer Akutsu, Kitatakanezawa und Niita wurden am 1. April 1889 innerhalb des Bezirks Shioya der Präfektur Tochigi mit der Schaffung des modernen Gemeindesystems nach der Meiji-Restauration gegründet. Im April 1953 wurde das Dorf Akutsu auf den Status der Stadt Akutsu erhoben. Am 31. März 1954 wurde das Dorf Niita aufgelöst, wobei ein Teil mit dem Dorf Kitatakanezawa zusammengelegt wurde und ein Teil der Stadt Ujie (ebenfalls im Bezirk Shioya) zugeordnet wurde. Akutsu und Kitatakanezawa wurden am 1. April 1958 zusammengelegt und bildeten die Stadt Takanezawa.

## Regierung

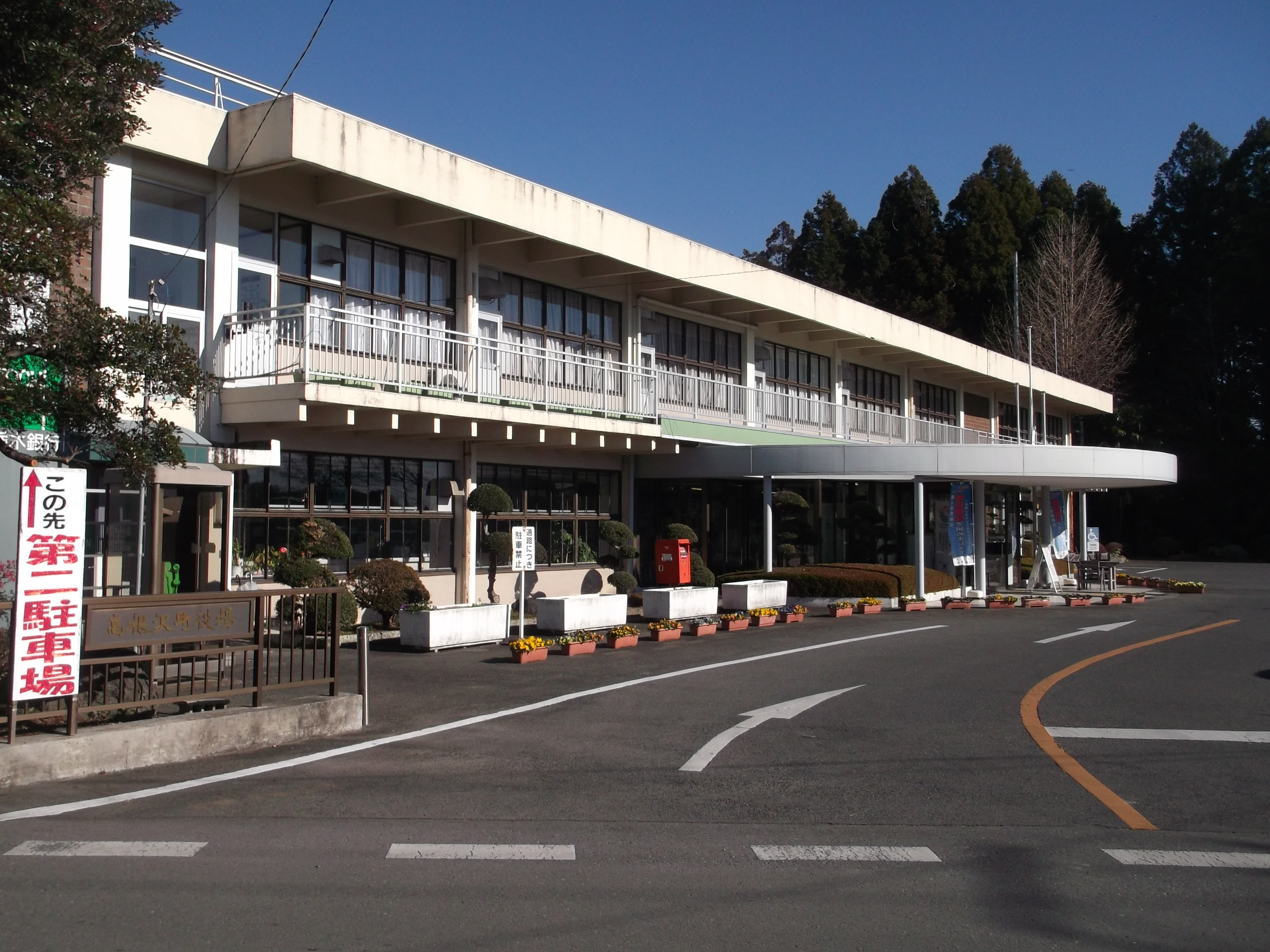
Gemeindeamt

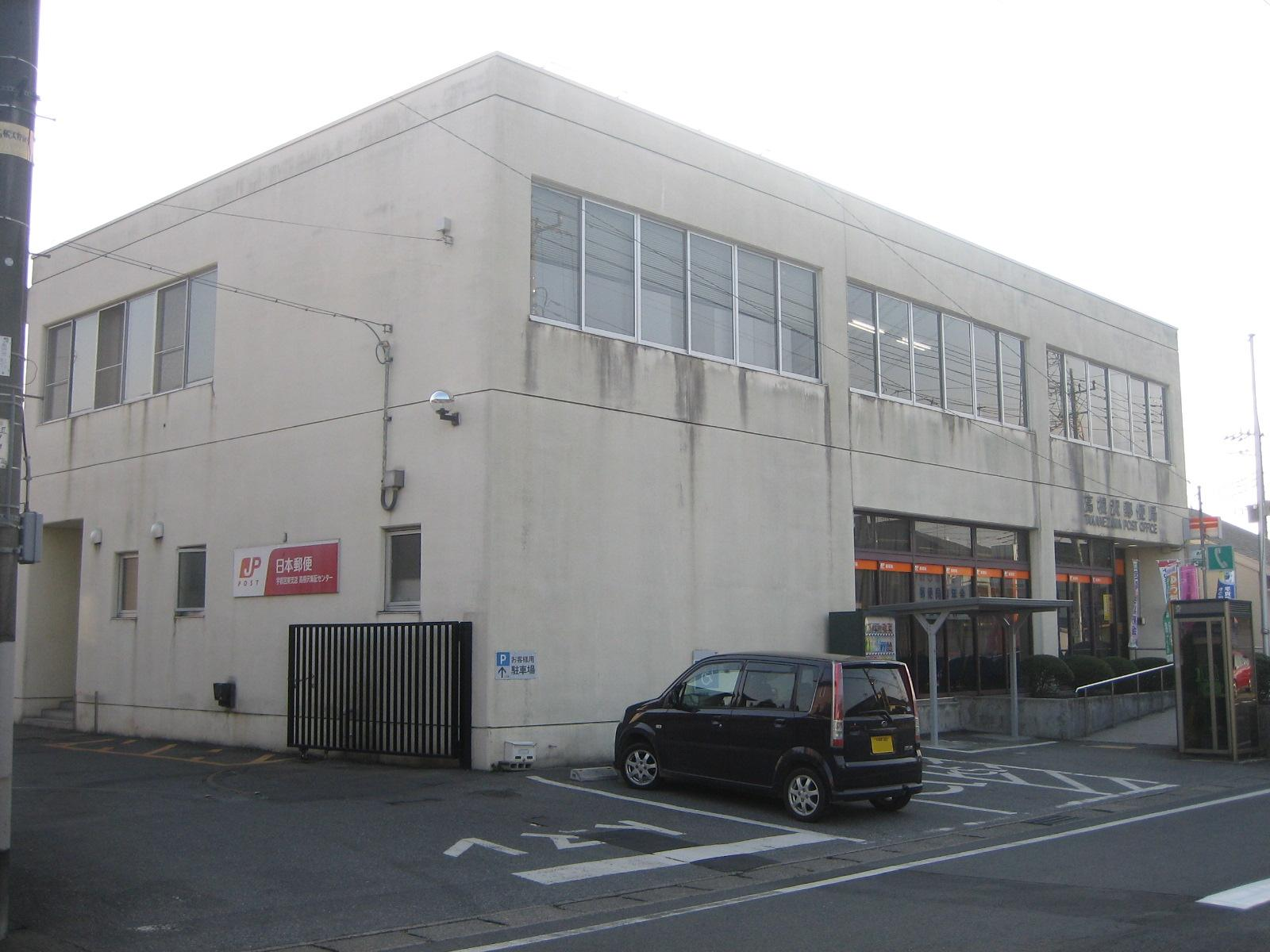
Postamt

Takanezawa hat eine Regierungsform mit einem direkt gewählten Bürgermeister und einem Einkammer-Stadtrat mit 16 Mitgliedern. Zusammen mit der Stadt Sakura und der Stadt Shioya stellt Takanezawa zwei Mitglieder für die Präfekturversammlung von Tochigi. In Bezug auf die nationale Politik ist die Stadt Teil des 2. Bezirks Tochigi des Unterhauses des japanischen Landtags.

## Wirtschaft
Die Wirtschaft von Takanezawa ist stark von der Landwirtschaft abhängig, wobei der Reisanbau die wichtigste Kulturpflanze ist. Zu anderen Anbauprodukten gehören Tabak, Weizen, Erdbeeren und Birnen.

## Bildung
Takanezawa besitzt sechs öffentliche Grundschulen und zwei öffentliche Mittelschulen, die von der Stadtregierung verwaltet werden. Die Stadt hat außerdem eine öffentliche weiterführende Schule, die von der Bildungsbehörde der Präfektur Tochigi betrieben wird.

## Öffentliche Verkehrsmittel

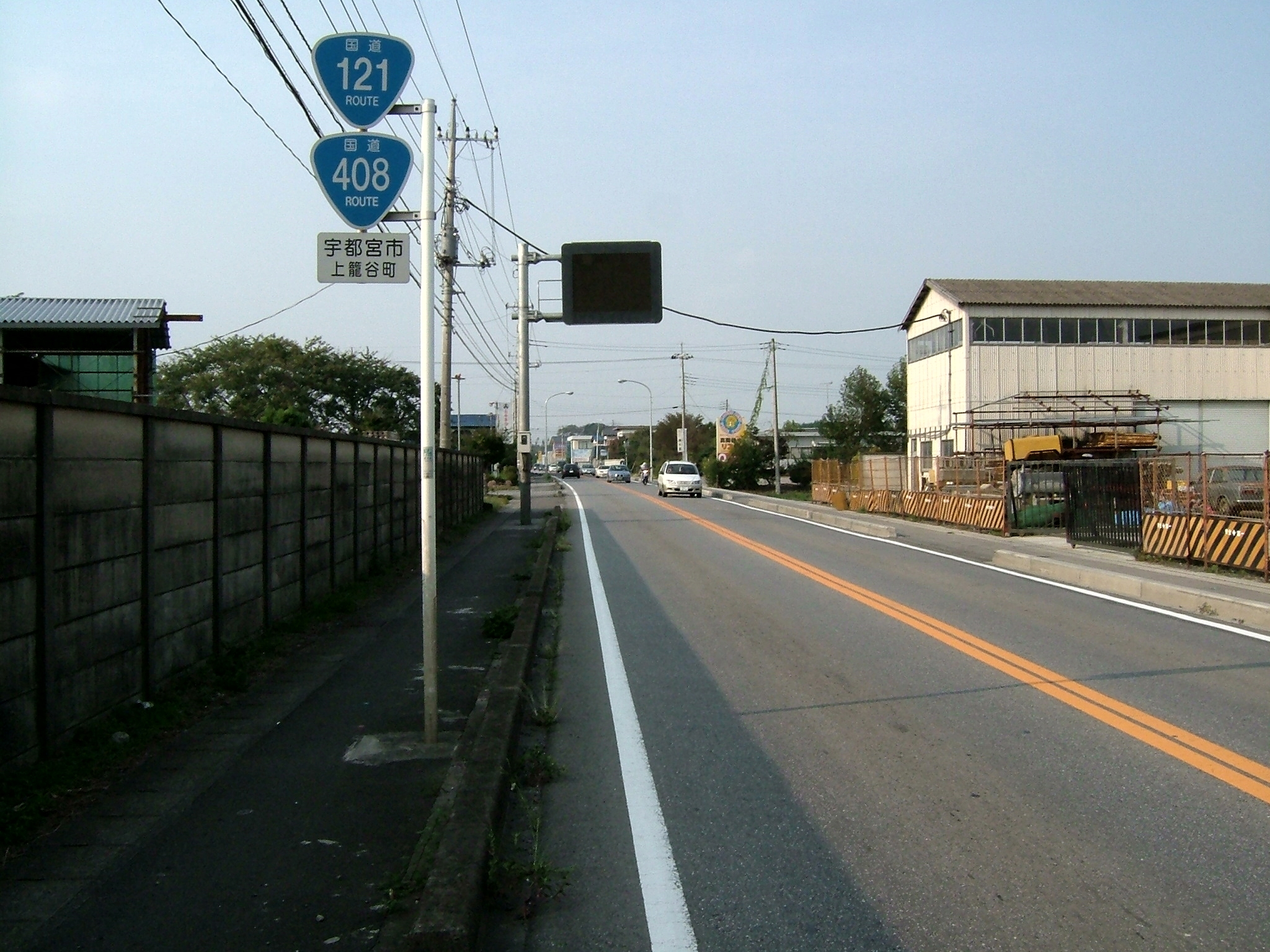
Nationalstraße 408

### Eisenbahn
JR East – Tōhoku-Hauptlinie (Utsunomiya-Linie)
- Hōshakuji

 JR East – Karasuyama-Linie
- Hōshakuji - Shimotsuke-Hanaoka - Niita

### Schnellstraße
- Nationalstraße 4
- Nationalstraße 408

## Lokale Attraktionen

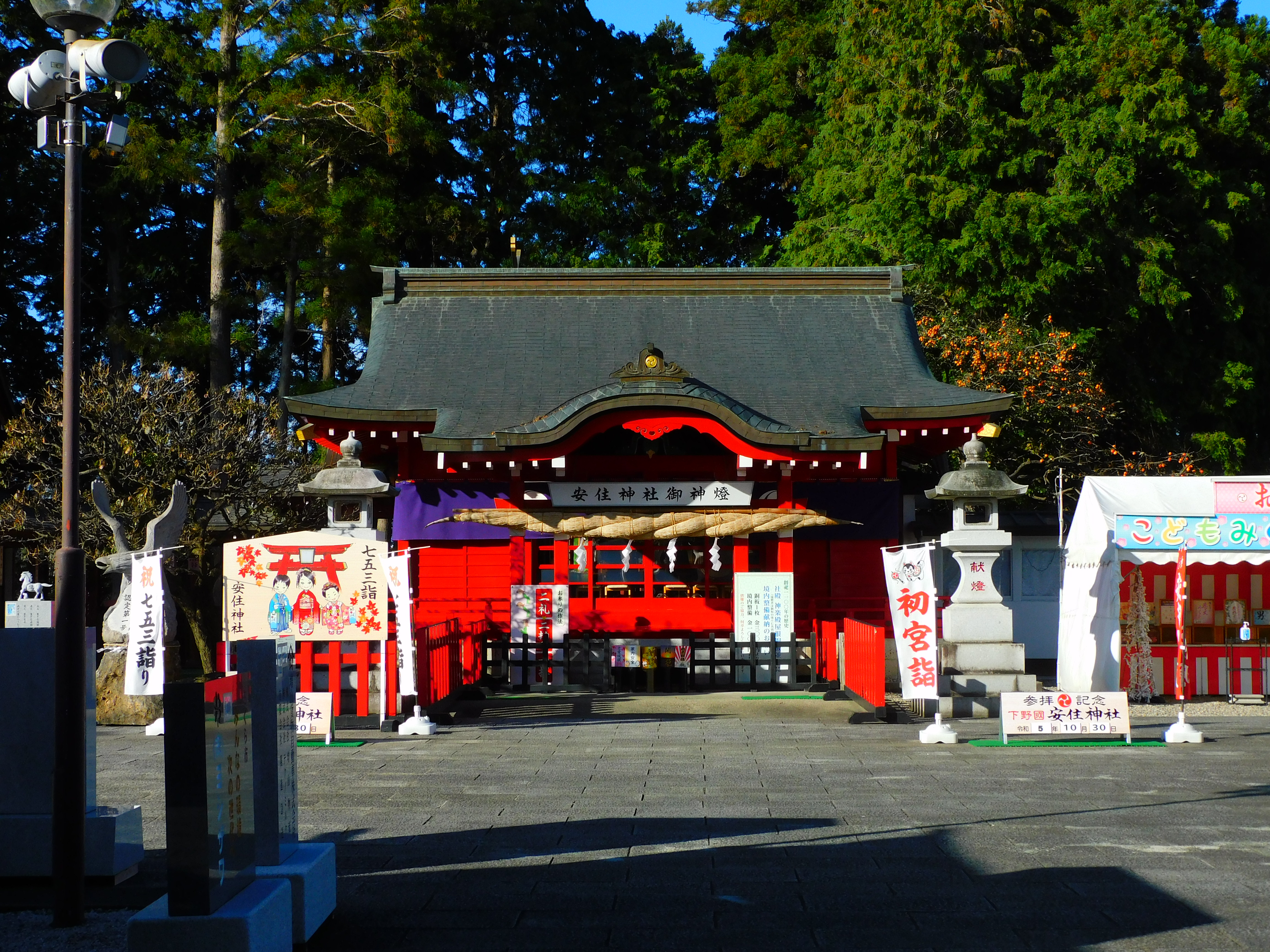
Die Andachtshalle des Azumi-Schreins in Kamitakanezawa, Takanezawa-machi, Shioya-gun, Präfektur Tochigi.

- Takanezawa Onsen
- Azumi-Schrein